# Europs sulcicollis
Europs sulcicollis es una especie de coleóptero de la familia Monotomidae.

## Distribución geográfica
Habita en California (Estados Unidos).